# Batalla de Entzheim
La batalla de Entzheim se enmarca dentro de la guerra franco-holandesa y enfrentó el 4 de octubre de 1674 al ejército francés, al mando de Enrique de la Tour de Auvergne-Bouillon, Vizconde de Turena, que contaba con 25.000 hombres contra un importante ejército imperial al mando del duque Alejandro de Bournonville de 35.000 hombres. La batalla terminó con la victoria francesa que impidió la unión de estas fuerzas con las del Elector de Brandemburgo.

## Antecedentes
La Guerra contra Holanda había sido preparada al detalle por Luis XIV tanto en el terreno militar como diplomático. El rey francés aisló a su adversario. Se ganó la alianza de Inglaterra, Suecia y algunos principados alemanes y consiguió la neutralidad de España y el Sacro Imperio Romano
La guerra comienza en 1672 y las tropas francesas cruzan el Rin por el vado de Tolhuis el 12 de junio tomando el día 20 Utrecht. Pero el mismo día, los holandeses abren los diques del Muiden y sumerge una gran parte de la provincia de Holanda, logrando la salvación de Ámsterdam.
Tras unas conversaciones de paz en las que Luis XIV exigió demasiado, Guillermo de Orange (Guillermo III de Inglaterra) resulta elegido estatuder y capitán general vitalicio por los Estados Generales y en pocos meses consigue arreglar la situación para Holanda gracias a las victorias de la marina holandesa y la ruptura de nuevos diques. Además las tropas holandesas asedian Charleroi aunque no puede evitar que los franceses tomen Maastricht.

En 1673, Guillermo consigue que se le unan España, El Sacro Imperio Romano, Dinamarca y varios príncipes alemanes como el elector de Brandemburgo y el elector palatino. Al año siguiente Carlos II de Inglaterra pide la paz empujado por la opinión pública inglesa. De esa forma ahora es Francia la aislada frente a una coalición de una parte de Europa con el único apoyo de Suecia y Baviera. Por esta se desplaza el escenario de operaciones y Luis XIV envía soldados al Franco Condado mientras Luis II de Condé se ve reducido a la defensiva en los Países Bajos y el Mariscal Turena en Alsacia donde conseguiría el 6 de junio de 1674 la victoria en la batalla de Sinsheim. Sin embargo las tropas imperiales del Duque Alejandro de Bournoville, que contaban con 35.000 soldados, seguía siendo una amenaza y más cuando recibiera el apoyo de las tropas del Elector de Brandemburgo con lo que sus fuerzas alcanzarían los 50.000 soldados. El Mariscal Turena solo podía enfrentárselos con 25.000 hombres.

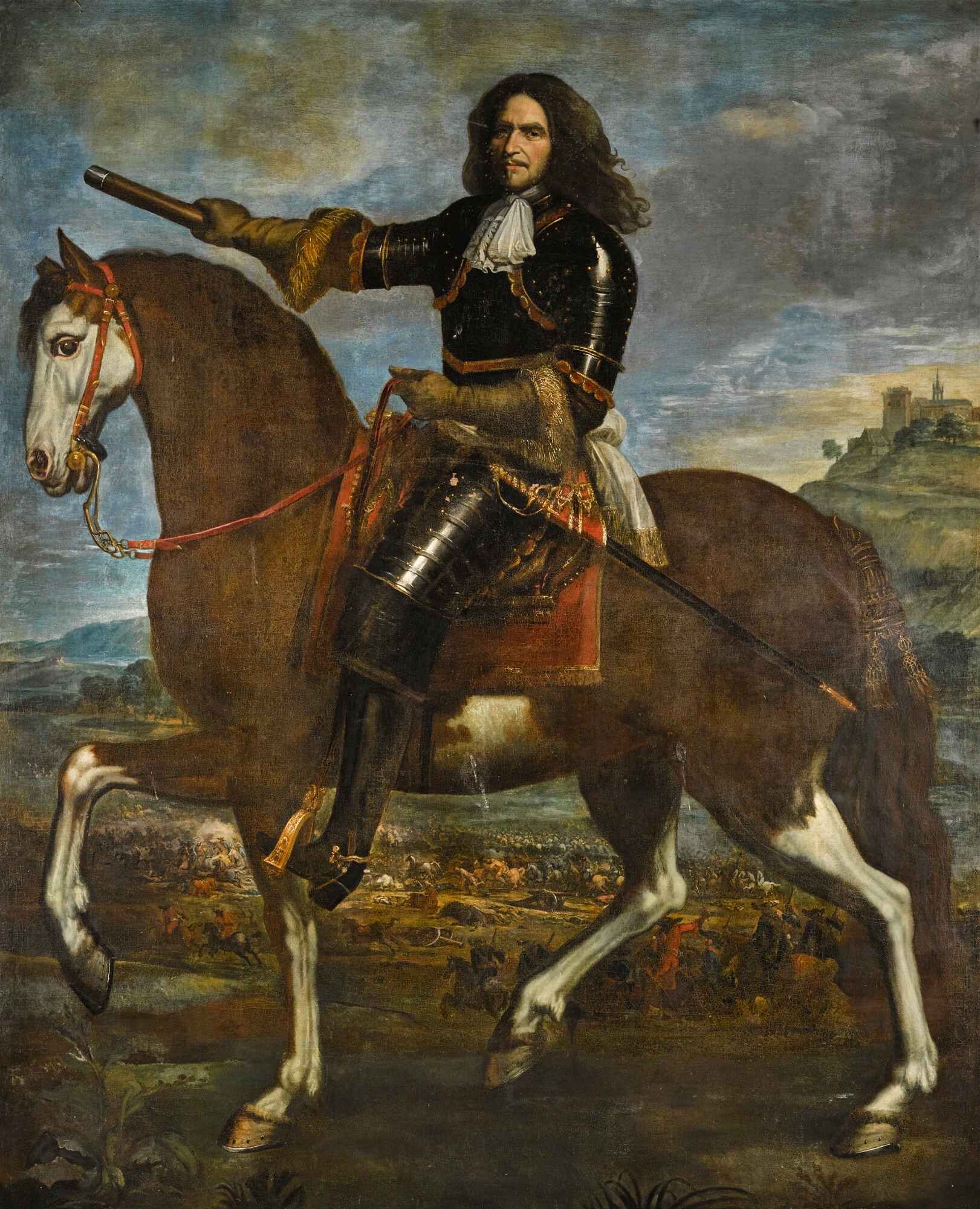
Retrato del Mariscal Turena obra de Adam François van der Meulen.

. 

## La batalla
El Mariscal Turena se encontraba acampado en Wantznaw y el Duque Alejandro de Bournoville, que mandaba el ejército imperial en Entzheim donde esperaba a los refuerzos que le enviaba el Elector de Brandemburgo. Si los las tropas imperiales se unían a las brandemburguesas el ejército francés se vería en clara inferioridad y debería replegarse abandonando Alsacia y abandonar Philippsburg  y Brisac.
Turena, ante estos inconvenientes, se decidió por evitar la unión de los ejércitos aliados y partió hacia Entzheim y sorprendió al Duque de Bournoville pero una fuerte lluvia que inundó un arroyo que se encontraba inmediato al frente imperial retrasó el avance francés.
Después de pasar toda la noche construyendo un puente, los franceses cruzaron el arroyo antes del amanecer.
Los imperiales formaron para la batalla apoyando su izquierda en un pequeño bosque donde se situó infantería y algunos cañones. El centro se encontraba delante de la ciudad de Entzheim y el ala derecha en la llanura.
Turena forma con la caballería en las alas y la infantería en el centro con una gran reserva de infantería.
El ejército francés atacó en todo el frente a las ocho de la mañana, en medio de una terrible lluvia y en un terreno totalmente encenagado.
El ala izquierda francesa estaba ocupada por la caballería y fue batida por la derecha imperial pero la segunda línea francesa contuvo a los imperiales que tuvieron que retirarse, permitiendo que la caballería se reagrupase.
En el centro la lucha fue encarnizada y los franceses hicieron retroceder a los imperiales pero sin lograr una gran ventaja.
En la derecha francesa, la caballería mantuvo la posición a pesar del fuerte fuego de artillería y de mosquetería que salía del bosque. Tras contener el ataque de la derecha imperial, el Mariscal Turena, hizo atacar el bosque con toda la infantería de reserva que pudo, no sin problemas, evacuar la zona de enemigos lo que permitió que fueran ahora los franceses los que dispararan sus mosquetes desde el bosque.
Por suerte para los imperiales, el barrizal en el que se había convertido el campo de batalla no permitió que los franceses sacaran ventajas definitivas de forma que pudo llegar la noche y los imperiales pudieron abandonar el campo de batalla y retirarse hasta cerca de Estrasburgo.

## Consecuencias
Aunque el ejército imperial no fue aniquilado evitó la unión de sus fuerzas con las del Elector de Brandemburgo por lo que Turena logró una momentánea superioridad. Sin embargo es un éxito limitado, ya que las tropas imperiales y del Elector de Brandemburgo, poco después consiguen volver a ponerle a la defensiva, situación que no cambiaría hasta que en la batalla de Turckheim, Turena expulsó a los Imperiales de Alsacia aunque poco después volvieron y tuvo lugar la batalla de Salzbach en la que los imperiales de Raimondo Montecucolli son arrolladas pero Turena resulta muerto, por lo que son los franceses los que tienen que abandonar Alsacia.